# Málová
Málová je přírodní rezervace v oblasti Malé Karpaty.
Nachází se v katastrálním území obce Šípkové v okrese Piešťany v Trnavském kraji. Území bylo vyhlášeno či novelizováno v roce 1988 na rozloze 16,1 ha. Ochranné pásmo nebylo stanoveno.